# Mirab Imi
Mirab Imi (littéralement Ouest Imi) est un woreda du Sud de l'Éthiopie situé dans la zone Afder de la région Somali. Ce district a 48 104 habitants en 2007, son centre administratif est la partie ouest de la ville d'Imi.
Limitrophe de la région Oromia à l'ouest, le district est bordé au nord-est par le Chébéli qui le sépare de la zone Shabelle.
| Raso     | Imiberi   | Aba-Korow |
| Rayitu   | Mirab Imi | Berocano  |
| Dolo Odo | Elkere    | Adadle    |

Le recensement national de 2007 fait état de 48 104 habitants dans le district dont 16 % de citadins qui sont les 7 897 habitants de la partie ouest d'Imi.
En 2022, la population est estimée sur le même périmètre à 70 496 personnes avec une densité de population de 18 personnes par km2 et 3 877 km2 de superficie.